# Isn't It a Pity
Isn't It a Pity è un brano musicale di George Harrison, apparso sul suo triplo album All Things Must Pass (1970), dove è spezzettata in due tronconi: Isn't It a Pity (Version One) e Isn't It a Pity (Version Two).

## Descrizione

### Composizione e analisi del testo e della musica
Isn't It a Pity rappresenta una delle composizioni più vecchie del triplo LP: risale infatti al 1966, ma John Lennon mise il suo veto per la pubblicazione a nome dei Beatles. Molte tracce di All Things Must Pass furono scritte quando il chitarrista era ancora un membro dei Fab Four, ma nel periodo tra il 1968 ed il 1969; inoltre, tra la fine degli anni settanta e l'inizio degli anni ottanta George Harrison fece riemergere altri due pezzi scartati dalla band per la pubblicazione sul White Album: Not Guilty su George Harrison (1979) e Circles su Gone Troppo (1982). Anche altri due brani, Woman Don't You Cry for Me e Beautiful Girl, apparsi su Thirty-Three & 1/3 (1976), risalgono alle ultimissime settimane di vita del complesso, ma non si hanno notizie che George le abbia "presentate" agli altri tre.
Il testo di Isn't It a Pity è diviso in due metà. La prima, con alcuni passaggi che ricordano The End dei Beatles, mostra il chitarrista rammaricarsi per il dolore che le persone si causano l'un l'altra. L'altra metà presenta un concetto simile a Within You Without You, pubblicata su Sgt. Pepper's Lonely Hearts Club Band (1967), ovvero l'amarezza verso le persone che non capiscono la diversità umana. Le parti vocali, rassegnate ma distaccate, rendono Harrison quasi sopra le parti; lo stesso avviene su Within You Without You. Le emozioni, soprattutto nella Version One, sono però riprodotte dalla musica, con il lungo assolo di chitarra slide e le parti orchestrali. In seguito, George disse che la canzone è un'osservazione di quello che è la società ed anche lui stesso, ovvero che tutti prendono qualcosa che poi non viene restituito; ha inoltre affermato che sembravano storie di amori adolescenziali, e ricordò di quando aveva un contratto con la Warner Bros. Records, e scrisse Blood from a Clone riguardo alle indagini degli elementi di un disco di successo, le quali avevano fatto venire fuori che bisognava parlare di storie di amore adolescenziale. Ridacchiando, disse che aveva scritto Isn't It a Pity volendo puntare su quell'argomento. La prima versione, con la sua durata di 7 minuti ed una lunga coda, fa paragonare questa traccia con Hey Jude; tra i due brani c'è comunque una grandissima differenza, poiché il primo presenta il Wall of Sound di Phil Spector, ed il secondo una produzione cristallina firmata George Martin. La Version Two, più breve di circa due minuti, non ricorda molto le abituali produzioni spectoriane, ed è musicalmente molto meno emotiva.

### Prime registrazioni
Il demo di Isn't It a Pity ebbe una strana pubblicazione: assente dalla ristampa, comprendente molte bonus track e altri piccoli cambiamenti, di All Things Must Pass, non è apparso nemmeno su bootleg come Songs for Patti (1993), Beware of ABKO! (1998) o A True Legend (1999) e sul demo album Early Takes: Volume 1 (2012). Non incluso nella versione su CD della raccolta Let It Roll, ma come bonus track della versione iTunes.
Alcuni membri dei Beatles, ugualmente, durante le caotiche Get Back sessions del gennaio 1969, interpretarono Isn't It a Pity in due occasioni: il 25 ed il 26. Nella prima data, dove non era presente Billy Preston, furono soprattutto provate tre canzoni non destinate al Rooftop Concert, ovvero Two of Us, Let It Be e For You Blue; quest'ultima forma un trittico di composizioni harrisoniane assieme a Isn't It a Pity e l'inedita Window, Window, che venne registrata ma scartata anche per All Things Must Pass. L'indomani, Harrison e Ringo Starr furono i primi ad arrivare, e, in attesa di Preston, Lennon e sua moglie Yōko Ono, e Paul McCartney, il quale venne accompagnato dalla allora fidanzata Linda Eastman e dalla di lei figlia adottiva Heather, il primo fece ascoltare all'amico Isn't It a Pity, Window, Window e Let It Down, anch'essa apparsa su All Things Must Pass, e lo aiutò a progredire con la sua composizione di Octopus's Garden; arrivati gli altri tre musicisti, la band si focalizzò su The Long and Winding Road e nuovamente Let It Be, senza rinunciare ad abbandonarsi a jam-session, a cover di vecchi pezzi rock and roll degli anni cinquanta, come Great Balls of Fire di Jerry Lee Lewis, e a qualche composizione inedita. In queste sessioni, Harrison dichiarò che voleva offrire questa canzone a Frank Sinatra.

### Registrazione
George Harrison iniziò a registrare la base ritmica Isn't It a Pity il 2 giugno 1970 agli Abbey Road Studios, e ben presto decise di pubblicarne due versioni. Il 17 agosto Phil Spector, assente nelle prime incisioni di All Things Must Pass, scrisse una lunga lettera ad Harrison, contenente dei suggerimenti per ultimare 14 pezzi da lui ascoltati. Riguardo alla prima versione, consigliò al chitarrista di aggiungere un'orchestra di archi e di corni, e della ovvia sovraincisione delle parti vocali; circa la seconda, oltre a consigliare sempre l'orchestra, disse che il risultato era buono, ma che bisognava riguardare qualcosa nel finale. Maurice Gibb, dei Bee Gees, ha affermato di aver suonato il pianoforte sulla traccia, come confermato anche da Phil Collins, ma non è nota la versione.

### Pubblicazione e accoglienza
L'importanza dei Beatles per la Apple Records è chiara anche perché venne concesso a George Harrison di pubblicare la stessa canzone in due versioni su uno stesso album, e di poter aggiungere a questo un disco, noto come Apple Jam, contenente solo jam session, due concessioni non affatto comuni. Le due Isn't It a Pity vennero pubblicate il 27 novembre 1970 negli USA e tre giorni dopo in Gran Bretagna su All Things Must Pass, di enorme successo commerciale. La prima, con una durata di 7:08, chiude il lato A dell'album, ed è preceduta da Wah-Wah, scritta quando, durante le Get Back sessions, George abbandonò il resto del gruppo; ad aprire la seconda facciata del triplo 33 giri è What Is Life, composizione originariamente ipotizzata per Billy Preston. Isn't It a Pity (Version Two) è invece la penultima traccia del lato D, posta tra The Art of Dying, che tratta di reincarnazione, e la preghiera Hear Me Lord, brano conclusivo dell'album senza contare le cinque jam del terzo LP. La Version One apparve sulla raccolta Let It Roll: Songs by George Harrison (2009). Inoltre, venne eseguita dal vivo nel tour giapponese con Eric Clapton del 1991, che si svolse dal primo al diciassette dicembre; Isn't It a Pity venne inclusa nel doppio album dal vivo Live in Japan (1992), posta come settima traccia del secondo CD tra Devil's Radio e While My Guitar Gently Weeps.
In molti stati, What Is Life apparve come lato B di My Sweet Lord , ma negli Stati Uniti il 45 giri divenne un doppio lato A, e l'altra a-side era la prima versione di Isn't It a Pity; i due pezzi arrivarono quindi assieme alla prima posizione di The Billboard Hot 100. In Canada questa canzone era l'unico lato A, ed, anche in queste caso, giunse al vertice delle classifiche.
Il critico musicale Matthew Greenwald di AllMusic ha affermato che questa canzone ricorda le ballate di Bob Dylan e la melodia di Ballad of Sir Frankie Crisp. Ugualmente, ha giudicato Isn't It a Pity come una composizione che lega bene con le tematiche del triplo LP, e che è, nel contempo, commovente e potente. Descritta da Hervé Bourhis come delicata, il sito Sputnikmusic ha giudicato la prima versione della traccia come una delle più belle canzoni del chitarrista, lodandone il testo e le parti vocali, e dandole il massimo dei voti; all'altra ha dato due su cinque, affermando che è migliore la prima. Gli ascoltatori della AOL Radio, con un sondaggio, hanno considerato Isn't It a Pity come la loro settima canzone di Harrison preferita, ponendola fra Dream Away (da Gone Troppo, 1982) e All Those Years Ago (da Somewhere in England, 1981); da All Things Must Pass figuravano anche What Is Life alla terza posizione e My Sweet Lord alla prima.

## Formazione

### Isn't It a Pity (Version One)
- George Harrison: voce, cori, chitarra slide
- Pete Ham: chitarra ritmica acustica
- Tom Evans: chitarra ritmica acustica
- Joey Molland: chitarra ritmica acustica
- Klaus Voormann: basso elettrico
- Tony Ashton: pianoforte
- Billy Preston: tastiere
- Gary Wright: tastiere
- Ringo Starr: batteria
- Mike Gibbins: tamburello
- Musicisti non accreditati: archi, corno[1]

### Isn't It a Pity (Version Two)
- George Harrison: voce, cori, chitarra slide
- Eric Clapton: chitarra elettrica
- Pete Ham: chitarra ritmica acustica
- Tom Evans: chitarra ritmica acustica
- Joey Molland: chitarra ritmica acustica
- Carl Radle: basso elettrico
- Tony Ashton: pianoforte
- Bobby Whitlock: organo
- Ringo Starr: batteria
- Mike Gibbins: tamburello
- Musicisti non accreditati: archi, corno[1]

### Live in Japan
Probabile line-up:
- George Harrison: voce, chitarra
- Eric Clapton: cori, chitarra
- Andy Fairweather-Low: cori, chitarra
- Nathan East: cori, basso elettrico
- Greg Phillinganes: cori, tastiere
- Chuck Leavell: cori, tastiere
- Steve Ferrone: batteria
- Ray Cooper: percussioni
- Tessa Niles: cori
- Katie Kissoon: cori[18]

## Covers

### The Concert for George
Nel corso del Concert for George, un'iniziativa in memoria di George Harrison datata 29 novembre 2002, esattamente un anno dopo la morte del musicista, alcuni suoi amici, come Paul McCartney, Ringo Starr, Eric Clapton, Billy Preston e Ravi Shankar, assieme al figlio Dhani Harrison, si riunirono alla Royal Albert Hall, dove suonarono le canzoni dell'ex-beatle. Isn't It a Pity venne interpretata da Preston, e, nell'omonimo CD, la sua cover è stata posta tra Handle with Care, interpretata da Tom Petty, Danhi Harrison e Jeff Lynne, e Photograph di Starr, il quale la co-scrisse con l'amico scomparso. Da All Things Must Pass erano presenti anche Beware of Darkness (Eric Clapton), la sua title track (Paul McCartney), My Sweet Lord (Billy Preston) e Wah-Wah (Eric Clapton).

### Altre
- Nina Simone - 1972
- Galaxie 500 - 1989
- Television Personalities - 1998
- Cowboy Junkies - 2005
- Paul Young - 2006
- David McAlmont feat. Bernard Butler - 2011
- Jonathan Wilson feat. Graham Nash - 2011
- Roberta Flack - 2012

### Annotazioni
1. ↑  AllMusic riporta voci secondo le quali Isn't It a Pity venne composta due anni dopo.
2. ↑  Il paragone è stato fatto anche da Harrison stesso.
3. ↑  Mentre la coppia John & Yoko veniva sempre assieme negli studi di registrazione, la comparsa della famiglia McCartney non era solita.
4. ↑  Sebbene la collaborazione Harrison-Starkey sul brano sia anche documentata in una scena del film Let It Be (1970), nella pubblicazione della traccia su Abbey Road (1969) è accreditata al solo batterista; lo stesso destino ebbero originariamente due hit di Ringo, It Don't Come Easy e Back Off Boogaloo, ma, a partire dagli anni novanta i crediti furono modificati. L'unico pezzo accreditato ai due sin dall'inizio è Photograph, apparso sull'album Ringo (1973)
5. ↑  Il futuro batterista dei Genesis suonò le congas sulla traccia Art of Dying, senza venire accreditato fino a trent'anni dopo, quando ci fu una ristampa del triplo LP molto curata.
6. ↑  Questo avvenne il 10 gennaio, con George Harrison stufo dei continui litigi con Paul McCartney e John Lennon. Questa situazione, documentata dalle macchine da presa per il film Let It Be, durò fino al 15, quando il chitarrista solista rientrò nei Beatles, con la promessa che avrebbero cambiato location e che si sarebbero impegnati a registrare un album con delle nuove canzoni, e non a organizzare un concerto.
7. ↑  George Harrison era un grande fan di Bob Dylan; i due composero insieme I'd Have You Anytime, anch'essa in All Things Must Pass, album che conteneva inoltre una cover di un contemporaneo brano del chitarrista statunitense, If Not for You.

### Fonti
1. 1 2 3 4 5 6 7 8 9 10  (EN) George Harrison: Isn't It a Pity, su beatlesbible.com, The Beatles Bible. URL consultato il 6 agosto 2014.
2. 1 2  Hervé Bourhis, pag. 103.
3. ↑  Hervé Bourhis, pag. 130.
4. ↑  Hervé Bourhis, pag. 137.
5. ↑  (EN) Graham Calkin, Thirty Three and 1/3, su jpgr.co.uk, JPGR. URL consultato il 6 agosto 2014.
6. ↑  (EN) Graham Calkin, All Things Must Pass, su jpgr.co.uk, JPGR. URL consultato il 6 agosto 2014.
7. ↑  (EN) Graham Calkin, Songs for Patti, su jpgr.co.uk, JPGR. URL consultato il 6 agosto 2014.
8. ↑  (EN) Graham Calkin, George Harrison - Beware of ABKO!, su jpgr.co.uk, JPGR. URL consultato il 6 agosto 2014.
9. ↑  (EN) Graham Calkin, George Harrison - A True Legend, su jpgr.co.uk, JPGR. URL consultato il 6 agosto 2014.
10. ↑  (EN) Stephen Thomas Erlewine, Early Takes, Vol. 1, su allmusic.com, AllMusic. URL consultato il 6 agosto 2014.
11. ↑  (EN) Graham Calkin, Let It Roll, su jpgr.co.uk, JPGR. URL consultato il 6 agosto 2014.
12. ↑  (EN) Let It Roll - Songs of George Harrison (Remastered), su itunes.apple.com, iTunes. URL consultato il 6 agosto 2014.
13. ↑  Hervé Bourhis, pag. 88 - 90.
14. ↑  (EN) 25 January 1969: Get Back/Let It Be sessions: day 14, su beatlesbible.com, The Beatles Bible. URL consultato il 6 agosto 2014.
15. 1 2 3 4  (EN) Graham Calkin, All Things Must Pass, su jpgr.co.uk, JPGR. URL consultato il 6 agosto 2014.
16. 1 2 3  (EN) 26 January 1969: Get Back/Let It Be sessions: day 15, su beatlesbible.com, Pepperland. URL consultato il 6 agosto 2014.
17. 1 2  (EN) Matthew Greenwald, Isn't It a Pity - George Harrison, su allmusic.com, AllMusic. URL consultato il 6 agosto 2014.
18. 1 2  (EN) Graham Calkin, Live in Japan, su jpgr.co.uk, JPGR. URL consultato il 6 agosto 2014.
19. ↑  (EN) Graham Calkin, George Harrison - My Sweet Lord, su jpgr.co.uk, JPGR. URL consultato il 6 agosto 2014.
20. ↑  (EN) Bruce Eder, George Harrison - Awards, su allmusic.com, AllMusic. URL consultato il 6 agosto 2014.
21. ↑  (EN) Top Singles - Volume 14, No. 19, 26 dicembre 1970, su collectionscanada.gc.ca, Library and Archives Canada. URL consultato il 6 agosto 2014 (archiviato dall'url originale il 29 aprile 2014).
22. ↑  (EN) robo2448, George Harrison - All Things Must Pass, su sputnikmusic.com, Sputnikmusic. URL consultato il 7 agosto 2014.
23. ↑  (EN) Boonsri Dickinson, 10 Best George Harrison Songs, su aolradioblog.com, AOL Radio Blog. URL consultato l'8 agosto 2014.
24. 1 2  Hervé Bourhis, pag. 158.
25. ↑  Hervé Bourhis, pag. 157.
26. 1 2  (EN) Stephen Thomas Erlewine, Concert for George - Original Soundtrack, su allmusic.com, AllMusic. URL consultato il 7 agosto 2014.